# Emmett Dalton
Pour les articles homonymes, voir Dalton.
Emmett Dalton, né le 3 mai 1871 à Belton et mort le 13 juillet 1937 à Los Angeles, est un bandit de la Conquête de l'Ouest et acteur américain.

## Biographie
Membre du groupe criminel des frères Dalton, dont il est le plus jeune, il survit au double braquage de banques de Coffeyville. Blessé par balle à 23 reprises. Il est condamné à la perpétuité, mais il est gracié au bout de quatorze années de prison, puis utilise sa notoriété pour devenir acteur à Hollywood.

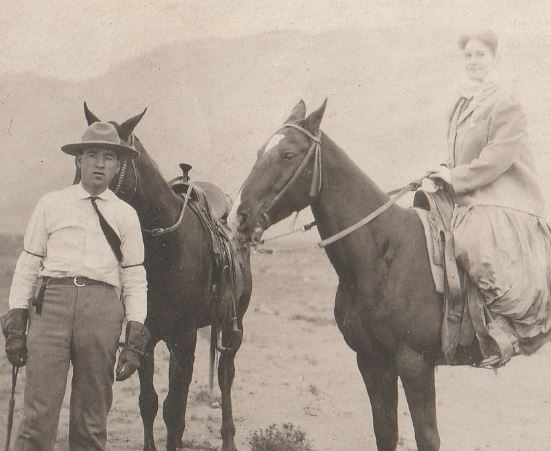
Emmett et Julia, 1910

## Postérité
Les frères Dalton dont Emmett Dalton apparaissent dans la bande dessinée Lucky Luke dans l'épisode Hors-la-loi, où ils trouvent tous la mort, sur un scénario de Morris. Regrettant la disparition de personnages aussi intéressants, le scénariste René Goscinny a ensuite l'idée de les faire réapparaître sous la forme de cousins fictifs, Joe, William, Jack et Averell. Il sera le père d'un jeune garçon baptisé "Junior" avec une femme célèbre désirant garder son anonymat dans le Tome Les Tontons Dalton dont le tuteur légal sera Averell.
Emmett Dalton est directement cité dans le tome Les Tontons Dalton (page 4) où il est dit qu'il a survécu à 23 balles lors d'une attaque de banque à Coffeyville.
En 1979, Ron Hansen écrit une biographie romancée "Le sang des Dalton" (parue en 2009 en France)
En 2016, une BD en deux tomes "Les Dalton : Le Premier Mort" / "Les Dalton  : Le Dernier Jour" écrite par Olivier Visonneau et dessinée par Jesus Alonso, paraît chez l'éditeur Emmanuel Proust. 
Antoine Ozanam et Emmanuel Bazin publient en 2021 « La mauvaise réputation » sous titrée « La véritable histoire d’Emmett Dalton »

## Cinéma
Emmett Dalton joua son propre rôle dans un film muet dénommé the man of the desert et réalisé en 1916 par Francis Powers pour le compte de la compagnie de cinéma hollywoodienne, la Great Western Pictures.
Son livre When the Dalton Rode est adapté au cinéma en 1940 par George Marshall sous le titre When the Daltons Rode.